# Palermo Football Club 1928-1929
Questa voce raccoglie le informazioni riguardanti il Palermo Football Club nelle competizioni ufficiali della stagione 1928-1929.

## Stagione
Reduce dal primo fallimento della sua storia e da un anno di inattività, il Palermo si era fuso con i concittadini della Vigor (divenuta nel frattempo la massima squadra calcistica locale in quel periodo) per dare vita ad una nuova società (la città di Palermo era infatti l'unico grande centro italiano che l'allora presidente della FIGC Leandro Arpinati non era riuscito a traslare d'ufficio in Divisione Nazionale - massima serie calcistica - in quell'estate, per il semplice fatto che i rosanero si trovavano al momento inattivi per fallimento ed in stato di liquidazione).
Per questa stagione il Palermo è integrato il 2 settembre nel Campionato Meridionale, venendo inserito nel sottogirone siciliano del girone D, nel quale però non riuscì a qualificarsi - come da regolamento - al girone eliminatorio per le semifinali, poiché arrivò terzo classificato, superato in graduatoria dal Tommaso Gargallo (attuale Siracusa Calcio) e dal Messina, ma fu comunque ammesso al turno successivo su disposizione d'ufficio della FIGC. Anche in questa fase, però, il club venne preceduto, ma solamente, dal Tommaso Gargallo: per la seconda volta venne fatto passare al turno successivo d'ufficio sempre a opera della federazione.
Alle semifinali la squadra arrivò al secondo posto nel girone A, dove vi erano altre tre compagini: Cagliari, Foggia e Lecce. 
Alla penultima giornata, la trasferta dei rosa-nero a Cagliari sfociò in una rissa in campo e sugli spalti, a causa dell'arbitraggio giudicato di parte dai sardi; in particolare, al 26° della ripresa il portiere rosanero, aggredito da uno spettatore, fu costretto ad abbandonare il campo per essere trasportato in ospedale. Sul campo il Palermo aveva perso per 3-2, ma il Direttorio Meridionale inflisse ai cagliaritani la sconfitta a tavolino, provvedimento che li escludeva di fatto da ogni speranza di promozione. Di tutta risposta, essi decisero, per l'ultima giornata, in sfregio ai rivali siciliani, di dare partita vinta per forfait al Lecce che così poté concludere il girone in testa alla graduatoria con un punto di vantaggio sui rosanero. L'immediato ricorso dei siciliani mise in imbarazzo il Direttorio, il quale deferì la spinosa decisione alla FIGC: quest'ultima, ritenendo che il forfait antisportivo del Cagliari avesse falsato completamente la classifica del girone, impose d'urgenza la disputa di una gara straordinaria di qualificazione fra giallorossi e rosanero, che ebbe luogo a Napoli, sul campo neutro dello Stadio del Vomero (odierno Stadio Arturo Collana). Furono però i pugliesi ad avere la meglio, imponendosi per 1-0.

## Rosa
| N. |                   | Ruolo | Calciatore       |
| -- | ----------------- | ----- | ---------------- |
|    | Italia (bandiera) | P     | Cari             |
|    | Italia (bandiera) | P     | Gregorio Porcaro |
|    | Italia (bandiera) | D     | Urso             |
|    | Italia (bandiera) | D     | Perelli          |
|    | Italia (bandiera) | D     | Cavallini        |
|    | Italia (bandiera) | C     | Luigi Ingrassia  |
|    | Italia (bandiera) | C     | Ferdinando Lopez |
|    | Italia (bandiera) | C     | Enrico Scioscia  |
|    | Italia (bandiera) | C     | Vincenzo Leone   |

| N. |                   | Ruolo | Calciatore          |
| -- | ----------------- | ----- | ------------------- |
|    | Italia (bandiera) | C     | Giovanni Frangipane |
|    | Italia (bandiera) | C     | Michele Marrone     |
|    | Italia (bandiera) | C     | Armando Crisà       |
|    | Italia (bandiera) | C     | Ernesto Monti       |
|    | Italia (bandiera) | A     | Ermenegildo Negri   |
|    | Italia (bandiera) | A     | Aliotta             |
|    | Italia (bandiera) | A     | Alfredo Zangara     |
|    | Italia (bandiera) | A     | Di Cesare           |
|    | Italia (bandiera) | A     | Janni               |

## Risultati

### Campionato Meridionale

#### Sottogirone Siciliano

##### Girone di andata
| 18 novembre 1928 1ª giornata | Palermo | 2 – 2 | Indomita |  |

| 25 novembre 1928 2ª giornata | Peloro | 0 – 2 | Palermo |  |

| 9 dicembre 1928 3ª giornata | Reggina | 0 – 3 | Palermo |  |

| 16 dicembre 1928 4ª giornata | Palermo | 4 – 0 | Messina |  |

| 23 dicembre 1928 5ª giornata | Tommaso Gargallo | 2 – 0 | Palermo |  |

##### Girone di ritorno
| 6 gennaio 1929 6ª giornata | Indomita | 1 – 0 | Palermo |  |

| 13 gennaio 1929 7ª giornata | Palermo | 6 – 3 | Peloro |  |

| 20 gennaio 1929 8ª giornata | Palermo | 1 – 2 | Reggina |  |

| 10 febbraio 1929 9ª giornata | Messina | 2 – 0 | Palermo |  |

| 17 febbraio 1929 10ª giornata | Palermo | 4 – 0 | Tommaso Gargallo |  |

#### Girone interregionale

##### Girone di andata
| 7 aprile 1929 4ª giornata | Vomero | 1 – 1 | Palermo |  |

| 11 aprile 1929 5ª giornata | Palermo | 1 – 1 | Tommaso Gargallo |  |

| 14 aprile 1929 6ª giornata | Messina | 3 – 2 | Palermo |  |

| 18 aprile 1929 7ª giornata | Palermo | 3 – 1 | Nocerina |  |

| 21 aprile 1929 8ª giornata | Palermo | 1 – 1 | Salernitana |  |

##### Girone di ritorno
| 28 aprile 1929 1ª giornata | Tommaso Gargallo | 4 – 0 | Palermo |  |

| 5 maggio 1929 2ª giornata | Palermo | 0 – 0 | Messina |  |

| 9 maggio 1929 3ª giornata | Salernitana | 0 – 2 A tavolino | Palermo |  |

| 12 maggio 1929 4ª giornata | Palermo | 1 – 0 | Vomero |  |

| 19 maggio 1929 5ª giornata | Nocerina | 1 – 3 | Palermo |  |

#### Semifinali

##### Girone di andata
| 2 giugno 1929 1ª giornata | Palermo | 2 – 0 referto | Lecce |  |

| 9 giugno 1929 2ª giornata | Palermo | 2 – 1 | Cagliari |  |

| 16 giugno 1929 3ª giornata | Palermo | 4 – 0 | Foggia |  |

##### Girone di ritorno
| Lecce 23 giugno 1929 4ª giornata        | Lecce     | 2 – 0 referto | Palermo | Stadio Achille Starace |
| \| \| \| \| \| Lanza \| Marcatori \| \| |           |               |         |                        |
|                                         |           |               |         |                        |
| Lanza                                   | Marcatori |               |         |                        |

| 30 giugno 1929 5ª giornata | Cagliari | 0 – 2 A tavolino | Palermo |  |

| 7 luglio 1929 6ª giornata | Foggia | 2 – 0 | Palermo |  |

##### Spareggio per la finale
| Arbitro: | Rovida (Milano) |

|  |           |           |
|  | Marcatori | 98’ Lanza |